# Liste der Kulturdenkmale in Mobschatz
Die Liste der Kulturdenkmale in Mobschatz umfasst sämtliche Kulturdenkmale der Dresdner Gemarkung Mobschatz. Straßen und Plätze in der Gemarkung Mobschatz sind in der Liste der Straßen und Plätze in Mobschatz aufgeführt.

## Legende
- Bild: Bild des Kulturdenkmals, ggf. zusätzlich mit einem Link zu weiteren Fotos des Kulturdenkmals im Medienarchiv Wikimedia Commons. Wenn man auf das Kamerasymbol klickt, können Fotos zu Kulturdenkmalen aus dieser Liste hochgeladen werden:
- Bezeichnung: Denkmalgeschützte Objekte und ggf. Bauwerksname des Kulturdenkmals
- Lage: Straßenname und Hausnummer oder Flurstücknummer des Kulturdenkmals. Die Grundsortierung der Liste erfolgt nach dieser Adresse. Der Link (Karte) führt zu verschiedenen Kartendiensten mit der Position des Kulturdenkmals. Fehlt dieser Link, wurden die Koordinaten noch nicht eingetragen. Sind diese bekannt, können sie über ein Tool mit einer Kartenansicht einfach nachgetragen werden. In dieser Kartenansicht sind Kulturdenkmale ohne Koordinaten mit einem roten bzw. orangen Marker dargestellt und können durch Verschieben auf die richtige Position in der Karte mit Koordinaten versehen werden. Kulturdenkmale ohne Bild sind an einem blauen bzw. roten Marker erkennbar.
- Datierung: Baubeginn, Fertigstellung, Datum der Erstnennung oder grobe zeitliche Einordnung entsprechend des Eintrags in der sächsischen Denkmaldatenbank
- Beschreibung: Kurzcharakteristik des Kulturdenkmals entsprechend des Eintrags in der sächsischen Denkmaldatenbank, ggf. ergänzt durch die dort nur selten veröffentlichten Erfassungstexte oder zusätzliche Informationen
- ID: Vom Landesamt für Denkmalpflege Sachsen vergebene, das Kulturdenkmal eindeutig identifizierende Objekt-Nummer. Der Link führt zum PDF-Denkmaldokument des Landesamtes für Denkmalpflege Sachsen. Bei ehemaligen Kulturdenkmalen können die Objektnummern unbekannt sein und deshalb fehlen bzw. die Links von aus der Datenbank entfernten Objektnummern ins Leere führen. Ein ggf. vorhandenes Icon  führt zu den Angaben des Kulturdenkmals bei Wikidata.

## Liste der Kulturdenkmale in Mobschatz
| Bild                                    | Bezeichnung                                                                                                   | Lage                               | Datierung                                                               | Beschreibung | ID       |
| --------------------------------------- | --- | ---------------------------------- | ----------------------------------------------------------------------- | --- | -------- |
| Weitere Bilder                          | Denkmal für die im Ersten Weltkrieg gefallenen Soldaten des Ortes                                             | Altmobschatz (Karte)               | nach 1918 (Kriegerdenkmal)                                              | ortsgeschichtlich von Bedeutung | 09283180 |
| Weitere Bilder                          | Wohnstallhaus (über L-förmigem Grundriss), Seitengebäude, Scheune, Hofeinfahrt und Pforte eines Vierseithofes | Altmobschatz 1 (Karte)             | 1816 (Wohnstallhaus)                                                    | Seitengebäude, Scheune, Hofeinfahrt und Pforte eines Vierseithofes; beeindruckendste Hofanlage von Mobschatz, eines der bemerkenswertesten ländlichen Anwesen auf dem Stadtgebiet von Dresden, geschlossen erhaltenes Fachwerkensemble, in städtebaulich hervorgehobener Stelle an der viel frequentierten Elbhangstraße, Hauptbau mit Kreuzgewölben über Pfeilern, Anlage baugeschichtlich und ortsgeschichtlich bedeutend, mit seinem malerischen und zugleich repräsentativen Erscheinungsbild auch künstlerisch von Belang | 09283181 |
| Weitere Bilder                          | Wohnstallhaus, Seitengebäude und Hofeinfahrt eines Zweiseithofes                                              | Altmobschatz 2; 2a; 2b; 2c (Karte) | nach 1816 (Wohnstallhaus); nach 1816 (Bauernhof)                        | Anlage als Zeugnis ländlicher Architektur und Volksbauweise ihrer Zeit baugeschichtlich bedeutend und als Teil der historischen Dorfstruktur von Mobschatz ortsgeschichtlich von Bedeutung | 09283179 |
| Weitere Bilder                          | Wohnstallhaus                                                                                                 | Altmobschatz 3 (Karte)             | nach 1816 (Wohnstallhaus)                                               | Obergeschoss Fachwerk, Gebäude als Zeugnis ländlicher Architektur und Volksbauweise seiner Zeit baugeschichtlich bedeutend und als Teil der historischen Dorfstruktur von Mobschatz ortsgeschichtlich von Bedeutung | 09283178 |
| Weitere Bilder                          | Wohnstallhaus                                                                                                 | Altmobschatz 4 (Karte)             | bez. 1817 (Wohnstallhaus)                                               | Obergeschoss Fachwerk, mit Krüppelwalmdach, Gebäude als Zeugnis ländlicher Architektur und Volksbauweise seiner Zeit baugeschichtlich bedeutend und als Teil der historischen Dorfstruktur von Mobschatz ortsgeschichtlich von Bedeutung | 09283177 |
| Weitere Bilder                          | Wohnstallhaus                                                                                                 | Altmobschatz 6 (Karte)             | nach 1816 (Wohnstallhaus)                                               | Obergeschoss Fachwerk, Gebäude als Zeugnis ländlicher Architektur und Volksbauweise seiner Zeit baugeschichtlich bedeutend und als Teil der historischen Dorfstruktur von Mobschatz ortsgeschichtlich von Bedeutung | 09283176 |
| Weitere Bilder                          | Wohnstallhaus                                                                                                 | Altmobschatz 8 (Karte)             | bez. 1816 (Wohnstallhaus)                                               | Obergeschoss Fachwerk, Gebäude als Zeugnis ländlicher Architektur und Volksbauweise seiner Zeit baugeschichtlich bedeutend und als Teil der historischen Dorfstruktur von Mobschatz ortsgeschichtlich von Bedeutung | 09283175 |
| Weitere Bilder                          | Wohnhaustallhaus (Gebäude im Winkel), Scheune, Hofeinfahrt und Einfriedungsmauer eines Bauernhofes            | Altmobschatz 12 (Karte)            | 18. Jh. (Wohnstallhaus); 18. Jh. (Dreiseithof)                          | charakteristisches Zeugnis ländlicher Architektur und Volksbauweise seiner Zeit, auffällig das hoch aufragende Krüppelwalmdach des Hauptbaus, baugeschichtlich und ortsgeschichtlich bedeutend | 09283173 |
| Weitere Bilder                          | Wohnstallhaus                                                                                                 | Altmobschatz 13 (Karte)            | bez. 1816 (Wohnstallhaus)                                               | Obergeschoss Fachwerk, Gebäude als Zeugnis ländlicher Architektur und Volksbauweise seiner Zeit baugeschichtlich bedeutend und als Teil der historischen Dorfstruktur von Mobschatz ortsgeschichtlich von Bedeutung | 09283174 |
| Weitere Bilder                          | Scheune und Hofmauer eines Bauernhofs                                                                         | Altmobschatz 15 (Karte)            | bez. 1789 (Scheune)                                                     | als Zeugnis ländlicher Architektur und Volksbauweise ihrer Zeit baugeschichtlich bedeutend und als Teil der historischen Dorfstruktur von Mobschatz ortsgeschichtlich von Bedeutung | 09283656 |
| Weitere Bilder                          | Wohnstallhaus, Seitengebäude und Scheune eines Dreiseithofes                                                  | Altmobschatz 16 (Karte)            | nach 1816 (Wohnstallhaus); bez. 1911 (Scheune); nach 1816 (Dreiseithof) | Wohnstallhaus und Seitengebäude mit Fachwerkobergeschoss, Anlage als Zeugnis ländlicher Architektur und Volksbauweise ihrer Zeit baugeschichtlich bedeutend und als Teil der historischen Dorfstruktur von Mobschatz ortsgeschichtlich von Bedeutung | 09283182 |
| Weitere Bilder                          | Wohnstallhaus eines Bauernhofes                                                                               | Altmobschatz 17 (Karte)            | nach 1816 (Wohnstallhaus)                                               | winkelförmiger Bau, ortsbildprägend, Anlage als Zeugnis ländlicher Architektur und Volksbauweise ihrer Zeit baugeschichtlich bedeutend und als Teil der historischen Dorfstruktur von Mobschatz ortsgeschichtlich von Bedeutung | 09283232 |
| Weitere Bilder                          | Haus Luginsland: Villa mit Einfriedung                                                                        | Am Berg 9 (Karte)                  | um 1910 (Villa)                                                         | repräsentativer Bau im Reformstil um 1910, geprägt von steilem Mansarddach und dominierenden Giebeln, baugeschichtlich und stadtentwicklungsgeschichtlich von Bedeutung | 09283655 |
| Weitere Bilder                          | Wohnhaus in offener Bebauung mit Stützmauer                                                                   | Am Berg 10 (Karte)                 | 1880er Jahre (Wohnhaus)                                                 | historisierender Putzbau mit Satteldach und Natursteinsockel, geprägt von Mittelrisalit, an den Giebelseiten jeweils ein Erker, baugeschichtlich und stadtentwicklungsgeschichtlich von Bedeutung | 09283228 |
| Weitere Bilder                          | Wohnhaus in offener Bebauung mit Stützmauer und Pforte                                                        | Am Berg 13 (Karte)                 | 1880er Jahre (Wohnhaus)                                                 | historisierender Putzbau mit Natursteinsockel, geprägt von Holzbalkonen, baugeschichtlich und stadtentwicklungsgeschichtlich von Bedeutung | 09283229 |
| Direkt Bild zu diesem Denkmal hochladen | Wohnhaus in offener Bebauung, mit Stützmauer, Einfriedung und Toreinfahrt                                     | Am Berg 15 (Karte)                 | um 1880 (Wohnhaus)                                                      | historisierender Putzbau mit variierenden Anbauten, baugeschichtlich und stadtentwicklungsgeschichtlich von Bedeutung | 09283230 |
| Weitere Bilder                          | Reste eines Mauerzuges                                                                                        | Buschweg (Karte)                   | bezeichnet 1894 (Weinbergmauer)                                         | ehemalige Weinbergsmauern, am auffälligsten Sandsteinportal mit Scheitelstein und Datierung, baugeschichtlich bedeutend, als Zeugnis der einstigen Weinbergsanlagen im südlichen Elbraum bei Dresden auch ortsgeschichtlich von Bedeutung | 09283657 |
| Weitere Bilder                          | Anwesen aus zwei Gebäuden                                                                                     | Buschweg 4; 4a (Karte)             | bezeichnet 1765 (Wohnhaus)                                              | wohl ehemalige Winzerei, Bauten mit Fachwerk im Obergeschoss, baugeschichtlich bedeutend, als Zeugnis der einstigen Weinbergsanlagen im südlichen Elbraum bei Dresden auch ortsgeschichtlich von Bedeutung | 09283172 |
| Weitere Bilder                          | Seitengebäude, Scheune und Stütz- bzw. Einfriedungsmauer eines Dreiseithofes                                  | Buschweg 6 (Karte)                 | 19. Jh. (Seitengebäude)                                                 | wohl ehemalige Winzerei, baugeschichtlich bedeutend, als Zeugnis der einstigen Weinbergsanlagen im südlichen Elbraum bei Dresden auch ortsgeschichtlich von Bedeutung | 09283170 |
| Weitere Bilder                          | Wegesäule | Kirchenweg (Karte)                 | vor 2015 (Kopie des Originals aus dem 19. Jh.)                          | Kopie des Originals aus dem 19. Jh., dem Bestand entsprechend, verkehrsgeschichtlich von Bedeutung | 09283231 |
| Weitere Bilder                          | Weinberghaus (Klinker) und Weinbergmauer                                                                      | Kirchenweg 26 (Karte)              | um 1850 (Weinberghaus)                                                  | ca. 56 m lange Weinbergmauer hinter dem Grundstück, als bauzeitlich erhaltenes Zeugnis der einstigen Weinbergsanlagen im südlichen Elbraum bei Dresden baugeschichtlich und vor allem ortsgeschichtlich von Bedeutung | 09283264 |
| Weitere Bilder                          | Doppelwohnhaus mit Einfriedung                                                                                | Lößnitzblick 1; 3 (Karte)          | 1905-1910 (Doppelwohnhaus)                                              | historisierender Putzbau mit Natursteinsockel, geprägt von Erkern mit Lisenen, baugeschichtlich und stadtentwicklungsgeschichtlich von Bedeutung | 09283226 |
| Weitere Bilder                          | Wohnhaus in offener Bebauung, mit Einfriedung                                                                 | Martin-Luther-Ring 26 (Karte)      | 1920er Jahre (Wohnhaus)                                                 | zeittypischer Putzbau der 1920er Jahre, belebt durch Holzklappläden und runden Erker, baugeschichtlich und stadtentwicklungsgeschichtlich von Bedeutung | 09283227 |

## Ehemalige Kulturdenkmale
| Bild                                    | Bezeichnung    | Lage                    | Datierung | Beschreibung                | ID |
| --------------------------------------- | -------------- | ----------------------- | --------- | --------------------------- | -- |
| Direkt Bild zu diesem Denkmal hochladen | Weinbergsmauer | Altmobschatz 10 (Karte) |           | Weinbergsmauer              |    |
| Direkt Bild zu diesem Denkmal hochladen | Weinbergsmauer | Am Tummelsgrund (Karte) |           | Weinbergsmauer zum Buschweg |    |